# A. David Buckingham
Amyand David Buckingham (Sídney, 28 de enero de 1930-Cambridge, 4 de febrero de 2021) fue un químico australiano especializado en física química.

## Biografía
Obtuvo una licenciatura en ciencias y una maestría en ciencias por la Universidad de Sídney y un doctorado por la Universidad de Cambridge, siendo supervisado por John Pople. Fue estudiante de último año de la exposición de 1851 en el Laboratorio de Química Física de la Universidad de Oxford de 1955 a 1957, profesor y luego estudiante (becario) en Christ Church de 1955 a 1965 y profesor universitario en el laboratorio de química inorgánica de 1958 a 1965. Fue profesor de química teórica en la Universidad de Bristol de 1965 a 1969. Fue nombrado profesor de química en la Universidad de Cambridge en 1969.
Fue elegido miembro de la Royal Society en 1975, miembro de la American Physical Society en 1986 y asociado extranjero de la Academia Nacional de Ciencias de los Estados Unidos en 1992. Fue miembro de la Academia Internacional de Ciencia Molecular Cuántica. Fue elegido miembro de la Academia Australiana de Ciencias en 2008 como miembro correspondiente.
Recibió el primer Premio Ahmed Zewail en Ciencias Moleculares por sus contribuciones pioneras a las ciencias moleculares en 2006.
Además de su actividad científica, dedico parte de su vida al deporte, jugó 10 partidos de críquet de primera clase para la Universidad de Cambridge y Free Foresters entre 1955 y 1960, anotando 349 carreras, incluidas dos medios siglos, con un promedio de 18,36. Fue presidente del Club de críquet de la Universidad de Cambridge entre 1990 y 2009.

### Vida personal
En julio de 1964, emigró a Canadá para ocupar un puesto de investigación en Ottawa; en el viaje de ida conoció a Jillian Bowles, una fisioterapeuta que se dirigía a un puesto en Columbia Británica. Ambos se comprometieron en enero de 1965 y se casaron en la Catedral de Oxford, seis meses después. Estuvieron casados durante más de 55 años y tuvieron tres hijos.
Falleció en Cambridge el 4 de febrero de 2021, siete días después de cumplir 91 años; le sobrevivieron Jill, sus hijos y nietos.

## Contribuciones
Su investigación se ha centrado en la medición y comprensión de las propiedades eléctricas, magnéticas y ópticas de las moléculas; así como sobre la teoría de las fuerzas intermoleculares. Inicialmente trabajó en propiedades dieléctricas de líquidos, como los momentos dipolares de moléculas tanto en fase de solución como de gas. En 1959, propuso un método directo para medir los momentos cuadripolares moleculares de las moléculas (medidos en buckinghams), que demostró experimentalmente en 1963 en la molécula de dióxido de carbono. En 1960, desarrolló teorías sobre los efectos de los disolventes en los espectros de resonancia magnética nuclear (RMN) y los espectros vibratorios de las moléculas. Dos años más tarde examinó el efecto de la orientación molecular en un campo eléctrico intenso sobre los espectros de RMN y desarrolló un método para determinar el signo absoluto de la constante de acoplamiento espín-espín.
En 1968, determinó los primeros valores precisos de hiperpolarización utilizando el efecto Kerr. En 1971, junto a Laurence Barron fueron pioneros en el estudio de la actividad óptica Raman, debido a las diferencias en la dispersión Raman de la luz polarizada izquierda y derecha por moléculas quirales.
En 1990 predijo el efecto lineal de un campo eléctrico sobre la reflexión de la luz en las interfaces. En 1995, demostró que la suma de las fuerzas rotacionales de todas las transiciones vibratorias desde el estado fundamental de una molécula quiral es cero.